# 장담 (조선)
장담(張湛, ? ~ 1400년)은 고려 말 조선 초의 무신이다. 본관은 결성(結城).
원래 승려였는데, 환속하여 완풍대군(完豊大君) 이원계(李元桂)의 딸을 아내로 맞았다. 1392년 7월 17일 조선 개국에 참여하여 개국 2등공신에 녹훈되고 판군자감사(判軍資監事)에 임명되었다.
1396년(태조 5) 동지중추원사(同知中樞院事)로 정주수령에 보임되고, 1398년 제1차 왕자의 난 후 정사공신(定社功臣) 2등에 녹훈되었다. 태조 때 결성군(結城君)에 책봉되었다.
1400년 제2차 왕자의 난에서 체포되었는데, 공신으로서 2월 1일 파직만 처분되었으나 사흘 후 장독(杖毒)으로 인하여 죽었다. 다만, 녹권은 그대로 갖고 있다가 1422년 철성부원군(鐵城府院君) 이원(李原) 등의 요청에 따라 추탈되었다. 시호는 양안(良安)이다.